# Gornje Prapreče
Gornje Prapreče is een plaats in Slovenië en maakt deel uit van de gemeente Trebnje in de NUTS-3-regio Jugovzhodna Slovenija. De plaats telde 24 inwoners op 1 januari 2020.